# 井土徹也
井土 徹也（いづち てつや、2000年3月16日 - ）は、日本の男性プロレスラー、総合格闘家。BreakingDownミドル級ワンデイトーナメント優勝者。

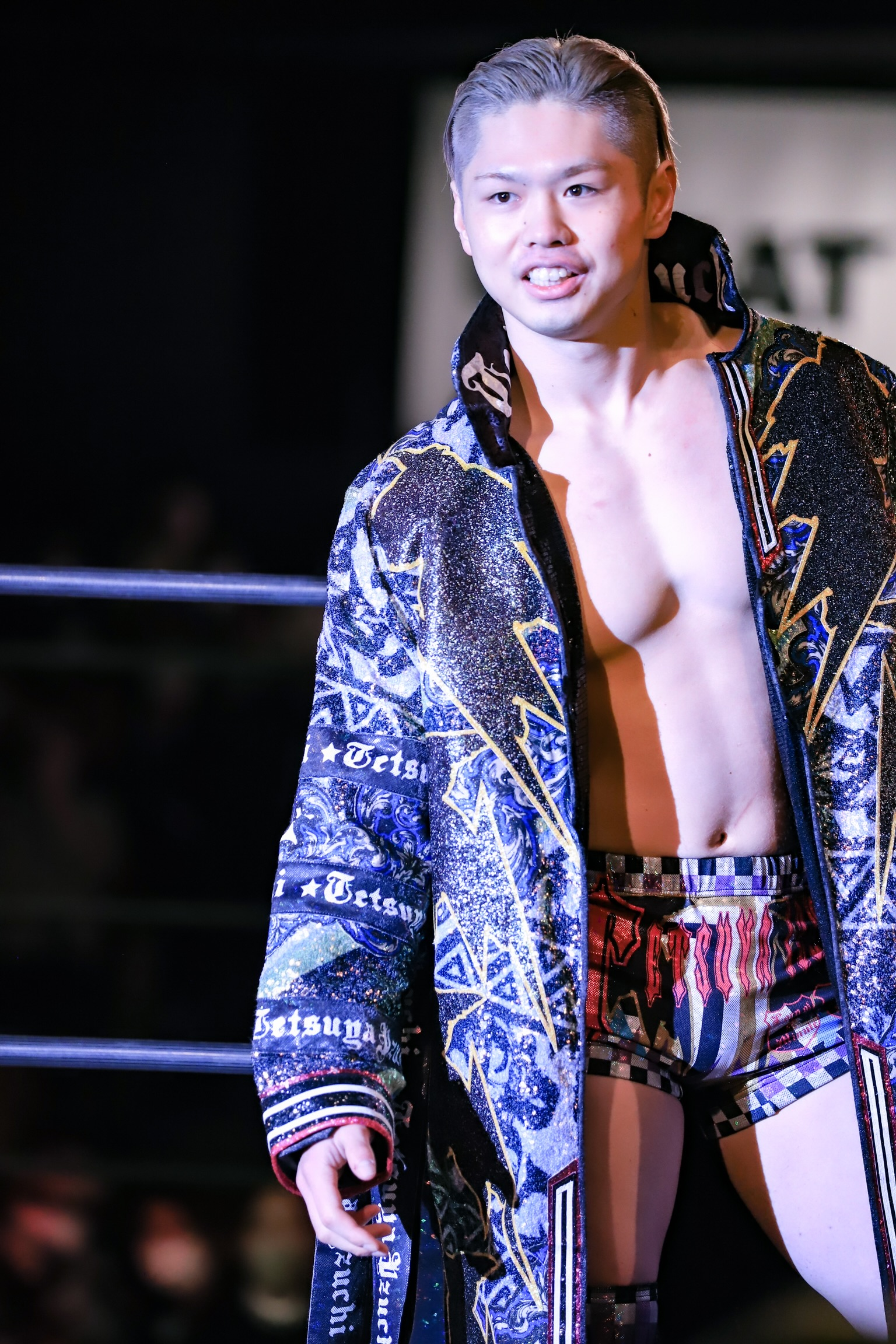
2023.02.15 GLEAT新宿FACE大会 井土徹也選手

## 経歴
- 2016年10月31日、プロレスリングHEAT-UPとどろきアリーナ大会で阿部史典、飯塚優とタッグを組み、対新井健一郎&高梨将弘&LEONA戦でデビュー。
- 2018年10月31日、2度目の開催となったプロレスリングHEAT-UPとどろきアリーナ大会において、メインイベントで兼平大介が持つHEAT-UPユニバーサル王座に挑戦するも敗れる。
- 2021年5月2日、GLEAT所属となった飯塚優とハードヒットで対戦し、クロスヒールホールドで敗北した[1]。
- 2021年11月27日、『BreakingDown 3』に出場、ミドル級ワンデイトーナメントで優勝を飾った。
- 2021年12月26日付で、プロレスリングHEAT-UPを退団し、GLEATに入団する事が決定した。
- 2022年3月21日、『BreakingDown 4』に出場、啓之輔戦で判定勝利を飾った。
- 2022年3月23日、GLEAT新宿FACE大会にてフリー参戦していた頓所隼（2022年5月18日付でGLEAT所属）、佐藤恵一とともにユニット『60 SECONDS（シックスティ セカンズ）』を結成。
- 2023年7月1日に『60 SECONDS』が解散。以降ユニット無所属で活動していたが2024年4月4日の新宿FACE大会にて『BLACK GENERATION INTERNATIONAL』（このユニットには『60 SECONDS』解散後に佐藤も加入している）に加入した。

## 戦績

### プロ総合格闘技
| 総合格闘技 戦績 | 総合格闘技 戦績 | 総合格闘技 戦績 | 総合格闘技 戦績 | 総合格闘技 戦績 | 総合格闘技 戦績 | 総合格闘技 戦績 |
| --------------- | --------------- | --------------- | --------------- | --------------- | --------------- | --------------- |
| 2 試合          | (T)KO           | 一本            | 判定            | その他          | 引き分け        | 無効試合        |
| 0 勝            | 0               | 0               | 0               | 0               | 0               | 0               |
| 2 敗            | 0               | 0               | 2               | 0               | 0               | 0               |

| 勝敗 | 対戦相手 | 試合結果          | 大会名          | 開催年月日     |
| ×    | 郷野聡寛 | 5分3R終了 判定0-3 | GLEAT ver.MEGA  | 2023年8月4日   |
| ×    | 近藤有己 | 5分3R終了 判定0-3 | GLEAT MMA Ver.0 | 2022年12月14日 |

### アマチュア総合格闘技
| 勝敗 | 対戦相手     | 試合結果          | 大会名                                            | 開催年月日     |
| ○    | 啓之輔       | 1分1R終了 判定2-1 | BreakingDown 4                                    | 2022年3月21日  |
| ○    | 丸田喬仁     | 1分1R終了 判定2-1 | BreakingDown 3 【ミドル級1Dayトーナメント決勝】   | 2021年11月27日 |
| ○    | リンダマン   | 1分1R終了 判定3-0 | BreakingDown 3 【ミドル級1Dayトーナメント準決勝】 | 2021年11月27日 |
| ○    | 東海隼也     | 1分1R終了 判定3-0 | BreakingDown 3 【ミドル級1Dayトーナメント1回戦】  | 2021年11月27日 |
| ○    | マツモモ峰周 | 1分1R終了 判定2-1 | BreakingDown 2                                    | 2021年9月26日  |

## タイトル歴
- 初代BreakingDownミドル級王座（2021年）
- 第4代＆6代HEAT-UP ユニバーサルタッグ王座（2021年）
- 第5代G-INFINITY 王座（2024年）

## 得意技
STA
フィッシャーマンズバスター
ジャーマンスープレックス
バズソーキック
仰向けになった相手の上半身を起こして相手の左側頭部を振り抜いた右足の甲で蹴り飛ばす。
各種キック

## 入場曲
- Bassjackers & Makj（Derp）
- オリジナル（甲田雅人）